# Aiffres
Aiffres är en kommun i departementet Deux-Sèvres i regionen Nouvelle-Aquitaine i västra Frankrike. Kommunen ligger i kantonen Prahecq som tillhör arrondissementet Niort. År 2022 hade Aiffres 5 423 invånare.

## Befolkningsutveckling
Antalet invånare i kommunen Aiffres
| Referens: INSEE |